# Carterocephalus palaemon
Carterocephalus palaemon (Pallas, 1771) è un lepidottero diurno appartenente alla famiglia Hesperiidae, diffuso in Eurasia e Nordamerica.

## Descrizione
Questa farfalla può vivere anche nei prati. La parte superiore della farfalla è marrone con macchie arancioni e sul lato inferiore a scacchi è arancione con macchie marroni. Si trovano in tutto il Regno Unito e in altri paesi europei, ma sono visti localmente in Giappone, Canada e Stati Uniti. Le dimensioni vanno da 19 a 32 mm con le femmine più grandi dei maschi. Negli anni '70, si estinse in alcuni Paesi (es. Inghilterra) a causa del nuovo sistema di gestione dei boschi.
L'apertura alare è di 29 a 31 mm. Le parti superiori sono marrone scuro con scaglie arancioni alla base delle ali e macchie dorate. Lo schema di base nella parte inferiore è simile ma le ali anteriori sono arancione con macchie scure e le ali posteriori sono ruggine con macchie crema bordate di nero. I sessi sono simili anche se le femmine sono generalmente leggermente più grandi.

## Distribuzione e habitat
Nel Regno Unito, era precedentemente residente in Inghilterra e Scozia; mentre a tutt'oggi si trova solo nella Scozia occidentale. La farfalla ha anche raggiunto parti del Giappone ma si trova di fronte a minacce. Negli Stati Uniti si trova nelle coste settentrionali e si espande verso l'Alaska centrale. Può essere presente in California centrale; inoltre è stato avvistato anche lungo le coste del Canada. È generalmente considerata una farfalla boschiva e si riproduce nei boschi umidi circostanti, favorendo radure e sentieri boschivi e sembra avere una particolare attrazione per i fiori di bosco blu.
Sebbene sia una farfalla boschiva, può anche essere trovata nelle paludi, ai bordi dei corsi d'acqua, e nelle aperture erbose della foresta sia nel Regno Unito che nelle parti settentrionali degli Stati Uniti. In Scozia può riprodursi in radure aperte. Nelle aree forestali i siti di riproduzione si trovano ai bordi dei fiumi e sul fondo delle piste. Sebbene ci sia una piccola gamma nelle aree in cui la farfalla può vivere, queste aree tendono ad avere una gamma più piccola nell'intervallo stagionale e di temperatura. La presenza del M. caerulea è molto importante nel determinare l'habitat in Scozia e in Inghilterra il Bromo è essenziale. Nel Nord America, si possono trovare intorno a percorsi forestali, bordi di foreste e aree erbose aperte. Non vive nelle zone artiche.
I maschi difendono i territori e intercettano le femmine passanti dai posatoi preferiti. Questo comportamento tende a verificarsi quando vi sono concentrazioni di femmine, larve o piante alimentari. L'area in cui le farfalle collocano le larve si trova tra terreni boschivi e torbiere. Hanno messo su casa vicino a fonti di nettare. Tuttavia, stanno attenti a non lasciare che il loro territorio attragga altri maschi. Quando è stagione di volo, i maschi sono noti per diffondere la loro insediamenti più lontano l'uno dall'altro.

## Biologia

### Alimentazione

#### Larva
Posando le sue uova in un ambiente ricco di azoto, la femmina aumenta le probabilità della sua prole di trovare cibo. La quantità di azoto nella pianta può cambiare, tuttavia, quindi l'esito della sua deposizione iniziale è determinato da vari fattori ambientali. I bruchi in risposta cambiano il loro comportamento mangiando da diverse parti della pianta a seconda della disponibilità di azoto. La loro dieta preferita comprende foglie delle piante M. caerulea e Bromus, e l’idoneità del bruco è influenzata dalle sostanze nutritive in cui le piante crescono. I bruchi del Nord America si nutrono di erba rossa, Calamagrostis purpurascens e altre erbe native.

#### Adulto
Considerato che è una farfalla attiva e può percorrere lunghe distanze, deve mantenere immagazzinare molte energie. Dunque a causa di questa attitudine attiva, ha bisogno di rimanere ove siano reperibili fonti ricche di nettare. Nel Nord America gli adulti mangiano dal nettare dei fiori e comprendono iris selvatici e altra flora locale.

### Ciclo biologico
Il ciclo di vita inizia all'inizio di giugno e termina leggermente prima del luglio dell'anno successivo. Questa specie di farfalla depone una sola covata.
Le uova sono disposte singolarmente, a 20–30 cm dal suolo, sulla foglia superiore della foglia di Molinia caerulea o erba di palude viola. Le uova sono minuscole, bianche e a forma di cupola. Vengono deposte all'inizio di giugno e occorrono due o tre settimane prima che si schiudano.
Subito dopo la schiusa delle uova, la larva inizia a farsi un riparo rotolando una lamina fogliare con la seta conferendole forma tubolare. Lascia il rifugio per mangiare le foglie circostanti. Il bruco muta cinque volte prima che sia pronto per impuparsi. Nel corso della muta il bruco si fa un nuovo rifugio in grado di accogliere le sue dimensioni crescenti. Questo processo va da luglio a settembre. Entro la fine di settembre il bruco fa un altro riparo usando due o tre lame di M. caerulea; e poi iberna; torna indietro all'inizio della primavera. Il bruco non mangia più entro aprile e inizia a impupare, ma prima di iniziare il processo può aspettare fino a una settimana.
La ninfosi avviene a terra dalle basi di ciuffi. Sei settimane dopo una farfalla esce dalla pupa.
Intorno alla metà di maggio l'adulto è emerso dalla sua pupa. Le femmine ei maschi si accoppiano, quindi le femmine depongono le uova sulla M. caerulea. Le farfalle possono essere viste prima dell'alba e anche dopo il tramonto.

### Periodo di volo
Queste farfalle volano intorno alla primavera quando ci sono temperature più basse e rimangono nel clima più fresco e imprevedibile. Quanto lontano diungano si basa sulla quantità di risorse e sull'habitat adeguato che trovano a disposizione.

### Riproduzione

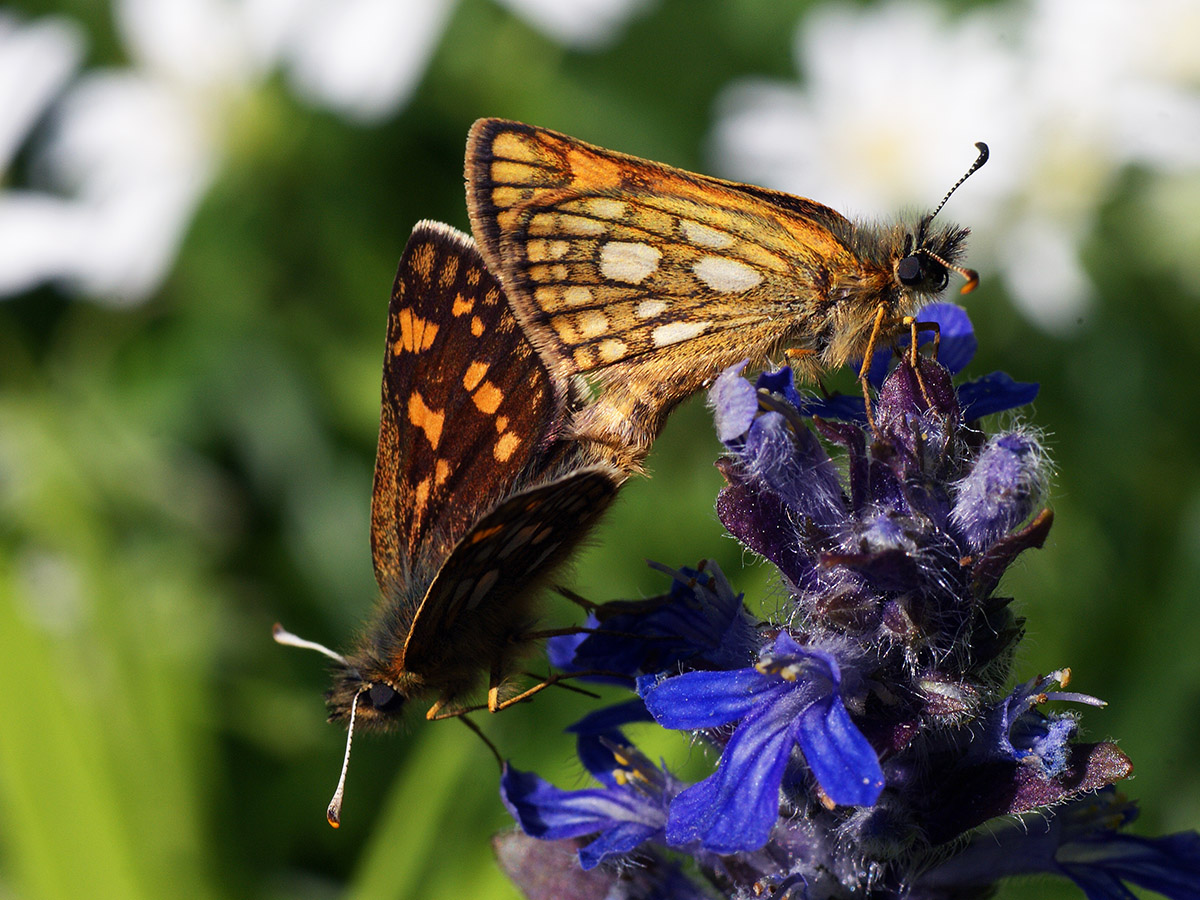
Esemplari in accoppiamento

I maschi sono territoriali e determineranno dove avviene l'accoppiamento mentre decidono i luoghi ottimali in cui vivere. La maggior parte dei maschi trovano più posatoi, che custodiscono per catturare potenziali compagni che stanno attraversano il loro territorio. I maschi fanno brevi e brevi viaggi intorno al loro territorio per difenderlo. I ricercatori hanno dedotto che la decisione maschile nella localizzazione degli accoppiamenti non era dovuta alla ricchezza delle risorse, ma piuttosto a causa dei vari rapporti di temperatura. Le femmine di solito gravitano ai territori sulla base di questo.
Sono piccoli e per via delle loro dimensioni il volo è veloce e inefficiente. Quando volano è quasi come se saltassero sopra le piante. Questo salto rende difficile seguirli.
Non ci sono nemici noti. Tuttavia, i cambiamenti nelle abitudini boschive diminuiscono le dimensioni della popolazione. Questa diminuzione della dimensione della popolazione è dovuta al declino del ceduo, che è il taglio degli alberi vicino alla base e che consente la ricrescita. Anche la nuova gestione dell'habitat gioca un ruolo nella sua sopravvivenza. Le popolazioni si sono ridotte in Inghilterra a causa del cedimento del taglio negli anni '50. Nel 1976, furono trovati solo in Scozia.

## Tassonomia

### Sinonimi
Sono stati riportati i seguenti sinonimi:
- Carterocephalus albinotica Goodson, 1960
- Carterocephalus conjuncta Blachier, 1910
- Carterocephalus infralba Verity, 1940
- Cyclopides aurantia Tutt, 1906
- Cyclopides circumcincta Tutt, 1906
- Cyclopides esperi Tutt, 1906
- Cyclopides excessa Tutt, 1906
- Cyclopides luteaexcessa Tutt, 1906
- Cyclopides lutearestricta Tutt, 1906
- Cyclopides restricta Tutt, 1906
- Pamphila bolleni Derenne, 1936
- Pamphila borealis Lingonblad, 1945
- Pamphila carrueli Le Charles, 1927
- Pamphila confluens Osthelder, 1925
- Pamphila depuncta Caruel, 1939
- Pamphila ederi Schawerda, 1924
- Pamphila extrema Dioszeghy, 1930
- Pamphila freyi Hellweger, 1914
- Pamphila habeneyi Siegel, 1921
- Pamphila luteana Cabeau, 1926
- Pamphila melicertes Schultz, 1902
- Pamphila nigra Derenne, 1919
- Pamphila pulchra Caruel, 1939
- Papilio brontes Schiffermüller, 1776
- Papilio paniscus Fabricius, 1775

### Sottospecie
Sono state riconosciute le seguenti sottospecie:
- Carterocephalus palaemon akaishianus Fujioka, 1970
- Carterocephalus palaemon albiguttata Christoph, 1893
- Carterocephalus palaemon mackenziei Wyatt, 1965
- Carterocephalus palaemon mandan Edwards, 1863
- Carterocephalus palaemon satakei Matsumura, 1919
- Carterocephalus palaemon tolli Krzywicki, 1967

## Conservazione
La conservazione di questa farfalla è stata chiamata ad agire perché c'era una pletora in tutto il Regno Unito, ma nel corso del tempo la popolazione diminuiva per essere vista prevalentemente nella Scozia occidentale. Un fattore importante che ha giocato a questo risultato è il sovrasfruttamento dell'habitat larvale da parte della pecora che ha diminuito i nutrienti nella M. caerulea, causando così alle fave difficoltà a raccogliere le risorse necessarie per sopravvivere. La caccia ai cervi ha diminuito la quantità di pascolo che si compie di solito, il che fa sì che l'arbusto si formi e che a sua volta produca sofferenze negli habitat degli adulti. Una nuova azienda gestiva i boschi a metà del XX secolo e provocò la deforestazione di molte aree nel Regno Unito e che permise anche agli adulti di soffrire e trovare luoghi diversi in cui vivere. In Nord America, la conservazione non è richiesta.
In Scozia è protetto da norme locali. In Inghilterra varie associazioni di lepidotteri gli danno priorità elevata. Tuttavia, l’Unione europea afferma che la farfalla non è minacciata. Un piano d'azione per le specie, redatto nel 1996, ha un modo specifico in cui vuole proteggere la farfalla dal reintrodurre la specie in parti del Regno Unito per negare le sovvenzioni per piantare le conifere.